# Merveil Ndockyt
Merveil Valthy Streeker Ndockyt (Brazzaville, Congo, 20 de julio de 1998) es un futbolista congoleño. Juega de centrocampista y su equipo es el H. N. K. Gorica.

## Trayectoria
En verano de 2017 llegó al Getafe procedente del KF Tirana, el club más exitoso de Albania y con el que ganó la Copa albanesa la temporada 2016-2017. Allí recaló en agosto de 2016, cuando dejó a los Leopards de su país y fichó por el KF Tirana. En la liga albanesa jugó 29 partidos y marcó 5 goles.
Nada más llegar a la estructura del Getafe, entrenó con el primer equipo pero jugó con el filial, el Getafe Club de Fútbol "B"; con el que llegó a ser líder en su grupo de Tercera.
El 19 de febrero de 2018 debutó con el Getafe Club de Fútbol en Primera División. Lo hizo contra elCcelta (3-0) al salir en el minuto 86 por Amath. Con apenas 19 años, y pese a su juventud, ya fue internacional 9 veces con la selección de Congo, llegando a disputar la Copa África de 2017.
En agosto de 2018 fue cedido al R. C. D. Mallorca de la Segunda División por una temporada para ayudar al equipo balear en dicha categoría.
El 31 de enero de 2019 pasó, cedido con opción de compra, al F. C. Barcelona "B" hasta final de temporada. En agosto de 2019 se marchó al N. K. Osijek cedido con opción de compra.
El 27 de julio de 2020 se hizo oficial su continuidad en el N. K. Osijek una vez que el club croata ejerciera dicha opción que incluía el préstamo. Allí permaneció dos años antes de irse al H. N. K. Gorica del mismo país.